# 徳川慶喜が登場する大衆文化作品一覧
徳川慶喜が登場する大衆文化作品一覧（とくがわよしのぶがとうじょうするたいしゅうぶんかさくひんいちらん）

## 主題とした作品

### 小説
- 『徳川慶喜』（山岡荘八・作）
- 『徳川慶喜の英略』（谷恒生・作）
- 『最後の将軍-徳川慶喜-』（司馬遼太郎・作）
- 『君が眠りゆく朝に』（藤原眞莉・作）
- 『徳川慶喜』（羽生道英・作）
- 『徳川慶喜』（三好徹・作）

### テレビドラマ
- 『最後の将軍』（1964年、NHK総合「風雪」、原作・山岡荘八、演・東千代之介）
- 『徳川慶喜』（1998年、NHK大河ドラマ、原作・司馬遼太郎、演・本木雅弘）

## 登場する作品

### 映画
- 『江戸最後の日』（1941年、稲垣浩監督、演・尾上菊太郎 ）キネマ旬報ベストテン第5位
- 『あさぎり軍歌』（1943年、石田民三監督、演・清水将夫）

### テレビドラマ
- 『竜馬がゆく』（1968年、NHK大河ドラマ、演・尾上辰之助）
- 『勝海舟』（1974年、NHK大河ドラマ、演・津川雅彦）
- 『花神』（1977年、NHK大河ドラマ、演・伊藤孝雄）
- 『天璋院篤姫』（1985年、テレビ朝日、演・江守徹）
- 『白虎隊』（1986年、日本テレビ年末時代劇スペシャル、演・石田信之）
- 『五稜郭』（1988年、日本テレビ年末時代劇スペシャル、演・石田信之）
- 『奇兵隊』（1989年、日本テレビ年末時代劇スペシャル、演・高橋英樹）
- 『翔ぶが如く』（1990年、NHK大河ドラマ、演・三田村邦彦）
- 『勝海舟』（1990年、日本テレビ年末時代劇スペシャル、演・津川雅彦）
- 『新選組!』（2004年、NHK大河ドラマ、演・今井朋彦）
- 『篤姫』（2008年、NHK大河ドラマ、演・平岳大）
- 『龍馬伝』（2010年、NHK大河ドラマ、演・田中哲司）
- 『八重の桜』（2013年、NHK大河ドラマ、演・小泉孝太郎）
- 『花燃ゆ』（2015年、NHK大河ドラマ、演・森慎太郎）
- 『西郷どん』（2018年、NHK大河ドラマ、演・松田翔太）
- 『黒書院の六兵衛』（2018年、WOWOW連続ドラマW、演・忍成修吾）
- 『青天を衝け』（2021年、NHK大河ドラマ、演・草彅剛）
- 『大奥 』(2023年、NHK、演 ・ 大東駿介)

### 歴史バラエティ(再現ドラマ)
- 『鳥羽伏見の戦い 明治維新150年目の真実』（2018年、NHK歴史秘話ヒストリア、演・半田健人）

### 小説
- 『西郷どん!』（林真理子・作）

### 漫画
- 『勝海舟』（辻真先・原作、石川賢・絵）
- 『風雲児たち 幕末編』（みなもと太郎・作）
- 『ねこねこ日本史』（そにしけんじ・作）
- 『大奥』（よしながふみ・作）
- 『AZUMI』（小山ゆう・作）
- 『エンジニール〜鉄道に挑んだ男たち〜』（池田邦彦・作）

### テレビアニメ
- 『ねこねこ日本史』（2016年 - 、NHK Eテレ、声・島﨑信長）- 猫キャラの幕臣たちが驚いてしまうほど自由奔放すぎる猫キャラとして描かれる。